# USS Abbot (DD-184)
USS Abbot (DD-184) là một tàu khu trục thuộc lớp Wickes của Hải quân Hoa Kỳ trong giai đoạn Chiến tranh Thế giới thứ nhất, trong Chiến tranh Thế giới thứ hai được chuyển cho Anh Quốc dưới tên gọi HMS Charlestown (I-21) và hoạt động cho đến hết chiến tranh. Nó là chiếc tàu chiến đầu tiên của Hải quân Hoa Kỳ được đặt tên theo Thiếu tướng Hải quân Joel Abbot (1793-1855), người tham gia cuộc Chiến tranh 1812 và chuyến đi của Matthew C. Perry đến Nhật Bản năm 1852.

## Thiết kế và chế tạo
Abbot được đặt lườn vào ngày 5 tháng 4 năm 1918 tại xưởng tàu của hãng Newport News Shipbuilding and Drydock Company ở Newport News, Virginia. Nó được hạ thủy vào ngày 4 tháng 7 năm 1918, được đỡ đầu bởi cô Louise Abbot, chắt của Thiếu tướng Abbot, và được đưa ra hoạt động vào ngày 19 tháng 7 năm 1919 dưới quyền chỉ huy của Hạm trưởng, Thiếu tá Hải quân W. N. Richardson, Jr..

## Lịch sử hoạt động

### USSAbbot
Đặt căn cứ tại Norfolk, Virginia, Abbot hoạt động dọc theo vùng bờ Đông Hoa Kỳ, vịnh Mexico và vùng biển Caribe, đặc biệt là tại vùng biển Cuba. Chiếc tàu khu trục được cho xuất biên chế tại Xưởng hải quân Philadelphia vào ngày 5 tháng 7 năm 1922.
Sau khi bị bỏ không trong gần hai mươi năm, Abbot được cho nhập biên chế trở lại vào ngày 17 tháng 6 năm 1940, và đã tuần tra tại vùng bờ Đông Hoa Kỳ cho đến khi được cho xuất biên chế tại Halifax, Nova Scotia vào ngày 23 tháng 9 năm 1940 để được chuyển giao cho Anh Quốc, như một phần của Thỏa thuận đổi tàu khu trục lấy căn cứ đổi 50 tàu khu trục cũ cho Anh để có quyền thuê lại các căn cứ chiến lược của Anh tại vùng Tây Bán Cầu. Tên của Abbot được cho rút khỏi danh sách Đăng bạ Hải quân vào ngày 8 tháng 1 năm 1941.

### HMSCharlestown
Tạm thời được đặt tên là HMS Abbot, rồi nhanh chóng đổi tên thành HMS Charlestown, chiếc tàu khu trục được phân về Đội khu trục 17, và đi đến Belfast, Bắc Ireland vào ngày 8 tháng 10. Nó tham gia nhiều hoạt động rải mìn dọc theo bờ biển phía Tây Scotland. Đến tháng 9 năm 1943, nó được điều về Lực lượng Hộ tống Rosyth để hộ tống các đoàn tàu vận tải dọc theo bờ biển Anh.
Charlestown bị hư hại do va chạm với chiếc tàu hơi nước Florizell ngoài khơi Harwich, Anh vào tháng 12 năm 1944. Do đã cũ và lạc hậu, người ta quyết định không sửa chữa nó, và đưa về thành phần dự bị tại Grangemouth, Firth of Forth. Charlestown được cho ngừng hoạt động vào ngày 15 tháng 1 năm 1945 và bị tháo dỡ sau đó.